# Sanda Ladoși
Sanda Ladoși (n. 2 ianuarie 1970) la Târgu Mureș) este o cântăreață română și, în ultimii ani, acrobată de circ și motociclistă acrobată.

## Viața personală
În copilărie, Sanda a cântat în diverse coruri și grupuri. Aproape de vârsta de 10 ani a început să studieze muzica și a învățat pian, chitară clasică și canto. De când s-a născut într-o familie de profesori, a urmat studii în educație. A renunțat însă la cariera didactică aproape imediat ce a absolvit Târgu Mureș. S-a mutat la București pentru a-și urma visul de a deveni cântăreață profesionistă, în timp ce studia dreptul la Universitatea Titu Maiorescu. Decizia a fost luată mai ales după ce a câștigat festivalul de muzică pop de la Mamaia.

## Viața profesională
A făcut duete cu vedete românești precum Marcel Pavel, Ștefan Iordache, Ioan Gyuri Pascu și Aurelian Temișan. A cântat la multe concerte în România și la un număr mare de festivaluri de vară din străinătate. Ea a lansat cinci albume până în prezent și a făcut turnee în întreaga lume. 
Ea și-a lansat cel de-al cincilea album Khalini în 2006, care include melodia „I Admit”. Cu I Admit(„Recunosc”), ea a câștigat în 2004 Selecția Națională Română pentru Concursul Cantecului Eurovision de la Istanbul. În finala internațională, ea a ajuns pe locul 18.
Sanda a fost, de asemenea, aleasă să-l dubleze pe Mulan în serialul Sofia the First.

## Premii
- 1988 premiul I la secțiunea interpretare festivalului Mamaia
- 1994 locul II la festivalul Mamaia împreună cu Ștefan Iordache
- 1995 locul III la secțiunea de creație a Festivalului Mamaia, cu piesa Eu vreau să-ți spun că te ador
- 1999 premiul III la festivalul Mamaia, secțiunea compoziție
- 2004 câștigă selecția națională pentru concursul Eurovision - piesa I Admit
- 2004 câștigă Premiul Barbara Dex pentru cea mai urâtă costumație de la Concursul Muzical Eurovision 2004

## Discografie
- Când vine seara (1993)
- Între noi mai e un pas (1994)
- Nu mă iubi cu Ștefan Iordache (1997)
- Mi-e dor (1999)
- Khalini (2006)

### Videoclipuri muzicale
- Melodia Nu mă iubi - interpretare a duetului Ștefan Iordache — Sanda Ladoși
- Melodia Eu vreau să-ți spun că te ador în interpretarea duetului Ștefan Iordache și Sanda Ladoși -  Arhiva TVR
- Sanda Ladoși - Un cântec pentru iubire - videoclip din arhiva TVR

### Interviuri
- Interviu cu Sanda Ladoși - scurt dialog cu Cătălin Măruță, urmat de recitalul în care Sanda Ladoși interpretează cântecul Inima te vrea

### Articol
- O nevasta de ocazie[nefuncțională]
, 27 martie 2005, Dana Ciobanu, Jurnalul Național

| Predecesor: Nicoleta Alexandru | România la Concursul Muzical Eurovision 2004 | Succesor: Luminița Anghel & Sistem |

1. ↑  [https ://m.cinemagia.ro/stiri/20-de-ani-de-magie-de-la-primul-film-disney-dublat-n-limba-romn-45661/ „20 de ani de magie de la primul film Disney dublat în limba română - CineMagia.ro”] Verificați valoarea |url= (ajutor). m.cinemagia.ro. Accesat în 2021-06- 08. Verificați datele pentru: |access-date= (ajutor)